# ميك كوكي (لاعب كرة قدم أسترالية)
ميك كوكي (بالإنجليزية: Mick Cooke)‏ هو لاعب كرة قدم أسترالية أسترالي، ولد في 4 يناير 1938، وتوفي في 19 فبراير 2014.

## وصلات خارجية
- ميك كوك على موقع AustralianFootball.com (الإنجليزية)
- ميك كوك على موقع AFLtables.com (الإنجليزية)